# 贡山泛树蛙
贡山泛树蛙（学名：Polypedates gongshanensis）为树蛙科泛树蛙属的两栖动物。在中国大陆，分布于云南等地。，主要栖息于核桃树、竹林或水塘以及水坑边的灌丛瓜棚上。该物种的模式产地在云南保山、腾冲。其种加词“gongshanensis”意为“云南贡山的”。
2009年，研究人员将独龙树蛙（Rhacophorus taronensis）和贡山泛树蛙认定为缅甸树蛙（Zhangixalus burmanus）的次订同物异名。因此，中国原记录的贡山（泛）树蛙应改订为缅甸树蛙。